# توني تابس
توني تابس (بالإنجليزية: Tony Tubbs)‏ مواليد 15 فبراير 1958 في سينسيناتي، هو ملاكم أمريكي يصنف ضمن فئة الوزن الثقيل. حقق بطولة رابطة الملاكمة العالمية.

## إحصائيات
خاض خلال مسيرته 59 نزالا، فاز في 47 ولم يتعادل وخسر في 10. فاز بالضربة القاضية في 25 نزالا.

## روابط خارجية
- توني تابس على موقع بوكس ريك (الإنجليزية) (registration required)